# Oxford (jednostka osadnicza w stanie Maine)
Oxford – jednostka osadnicza w Stanach Zjednoczonych, w stanie Maine, w hrabstwie Oxford.